# Озрен Боначић
Озрен Боначић (рођен 5. јануара 1942. у Загребу) је бивши југословенски и хрватски ватерполиста и ватерполо тренер. За репрезентацију СФРЈ је играо 96 пута. На Олимпијским играма је учествовао 4 пута и освајао: сребрну медаљу на Олимпијским играма 1964. године у Токију, златну медаљу на Олимпијским играма 1968. године у Мексику и два пута 5. место (на Олимпијским играма 1972. у Минхену и на Олимпијским играма 1976. у Монтреалу).
Док је играо био је висок је 196 cm, а тежак 110 kg.
Са репрезентацијом СФРЈ је освојио још четири бронзане медаље на шампионатима света и Европе.
Највећи део каријере играо је за ХАВК Младост из Загреба.
Године 1964. је играо на позајмици у Партизану на утакмици против Динама из Москве. Тада је Партизан освојио Куп шампиона (данашња ЛЕН Евролига). Боначић је на позајмицу у Партизан дошао из Младости, након што се сазнало да за Динамо Москву играју и играчи из ВК Динамо Тбилиси.
Након завршетка играчке каријере 1978. године Боначић постаје ватерполо тренера. Тренирао је италијанску Брешу, загребачки Медвешчак, загребачку Младост, ријечко Приморје и словеначки АВК Триглав Крањ.
Тренер ХАВК Младости је био дуги низ година, а у сезони 1995/96. је са њом освојио ЛЕН Евролигу. Међутим већ наредне сезоне Боначић је смењен и на његово место је постављен Божа Вулетић. У сезони 1997/98. Озрен Боначић поново постаје тренер Младости, а клуб је водио и у сезони 1998/99. када осваја ЛЕН Куп победника купова. Младост је водио и у: сезони 2002/03. када осваја 3 место на ЛЕН Евролиги, сезони 2004/05. у којој Младост није освајала трофеје, 2005/06. када осваја Куп Хрватске, 2007/08. када Младост осваја првенство Хрватске и заузима 4. место у Евролиги и 2008/09. у којој Младост није освајала трофеје.